# موزه فرانس مایر
موزهٔ فرانس مایر (اسپانیایی: Museo Franz Mayer‎) یک موزه در شهر مکزیکوسیتی است. این موزه در سال ۱۹۸۶ افتتاح شد و یکی از بزرگترین مجموعه‌های هنرهای تزئینی در آمریکای لاتین است. این موزه کلکسیونی شامل آثار هنری زیبا، کتاب، مبلمان، سرامیک، پارچه و عناصر تزئینی را طی پنجاه سال جمع‌آوری کرده‌است. تعداد زیادی از آثار از آسیا و اروپا هستند ولی اکثر موارد مرتبط به مکزیک علی‌الخصوص در قرون پانزدهم و بیستم می‌باشند.
این موزه در مکزیکوسیتی و در بخش تاریخی مرکز شهر، در کنار صومعهٔ قدیمی و بیمارستان سن خوآن د دیوس، واقع شده‌است. ساختمان قرن هجدهمی موجود بعدها به موزه بازسازی شده‌است. این نمایشگاه موزه مایر علاوه بر نمایش آثار جدید و قدیمی خود، کارگاه‌های آموزشی و نمایشگاه‌های موقت را نیز میزبانی می‌کند. همچنین در حیاط مرکزی موزه کافه‌ای وجود دارد.

## مؤسسه

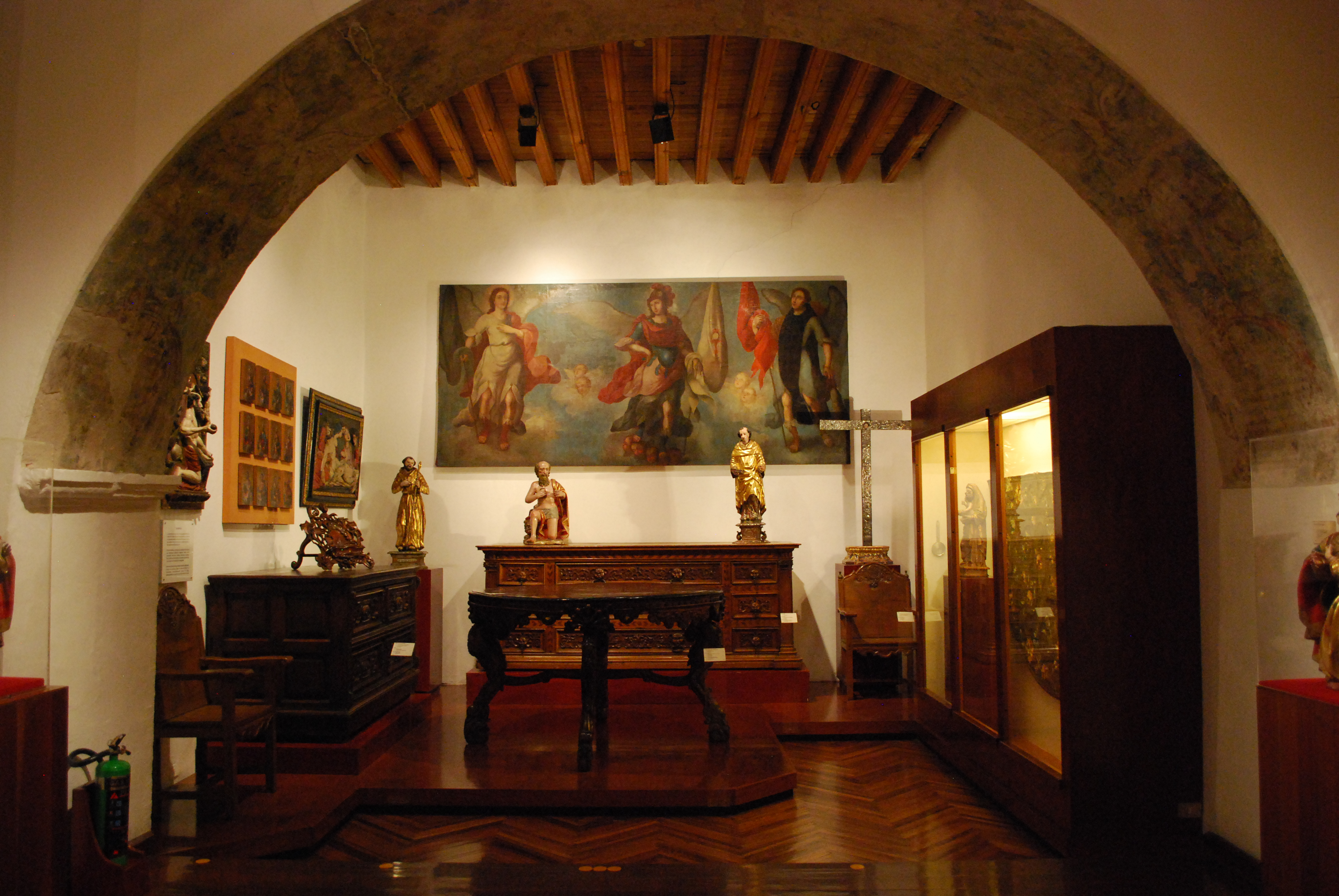
یک اتاق کوچک که در آن آثار مذهبی به نمایش درآمده‌اند.

موزه توسط فرانس مایر، مؤسس آن، در خلال بیش از پنجاه سال از عمر او آثار خود را به دست آورد. مایر قبل از مرگ خود در سال ۱۹۷۵ بانک مرکزی مکزیک را به تأسیس یک صندوق به نام خودش فراخواند تا از موزه نگهداری و مراقبت به عمل آورد. این موزه پس از مرگ مایر تا یازده سال بعد، یعنی سال ۱۹۸۶، به روی عموم گشوده نشد.
این نمایشگاه بر پایهٔ آثاری که مایر جمع کرد، ساخته شد ولی آثار متأخر پس از آن افزوده شدند. به طور مثال اخیراً یک شی از گواتمالا که جمجمه‌ای نقره‌ای بود، به موزه اهدا شده‌است. در حدود بیش از یک چهارم از مجموعه موزه به نمایش گذاشته می‌شود و بخش باقی مانده اغلب به صورت موقت به موزه‌های دیگر قرض داده می‌شود چون فضای این موزه به اندازهٔ کافی بزرگ نیست. ساختمان دوم موزه در حال توسعه است و قصد آن است که در شهر دیگری شعبه‌ای برای آن ساخته شود.

## ساختمان

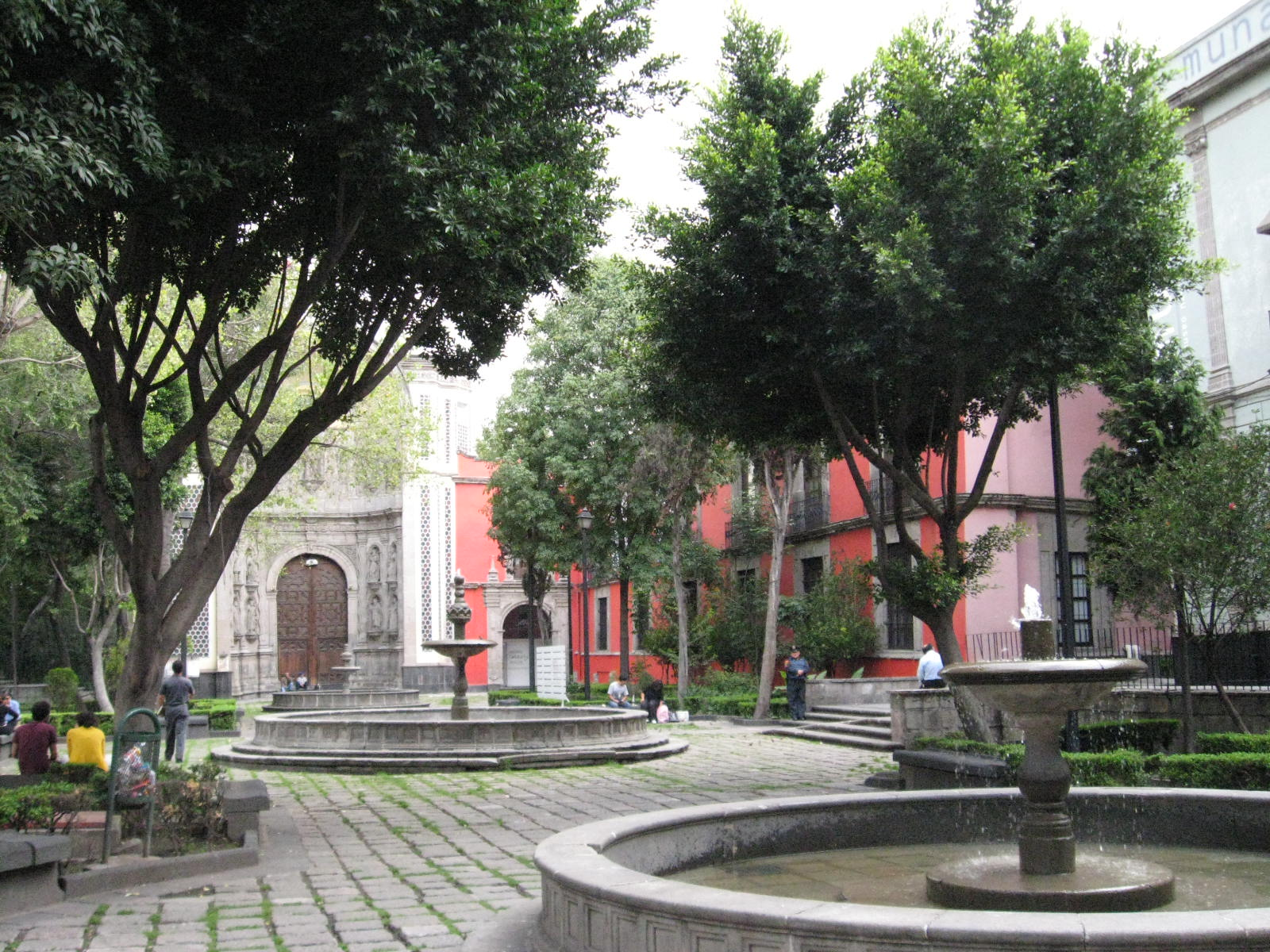
حیاط موزه

ساختمان موزه در پلازا د لا سانتا وراکروز و در کنار موزهٔ ملی لا استامپا است. ساختمان و بنای موزه ابتدای امر به عنوان آسیاب آرد ساخته شد و سپس به عنوان یک بیمارستان برای نزدیک به چهار صد سال مورد استفاده قرار گرفت. در سال ۱۵۸۲ بیمارستان Real y Pontificia Universidad de México تأسیس شد و توسط دکتر پدرو لوپز که پزشک فارغ‌التحصیل اسپانیای نو بود، تمامی مردمان از هر قشر و طبقه‌ای برای درمان به آنجا مراجعه می‌کردند. بیمارستان به کلیسای سه مغ اختصاص داده شده‌بود. پس از بیمارستان لوپز، فرقه دومینیکن از ۱۶۰۴ مالک آن شد. ساختار فعلی بنا در قرن ۱۸ به این شکل ایجاد شد. در طول بیشتر از یک قرن و بازسازی و مرمت آن انجام شد. در ۱۶۲۰ مجموعه‌ای از کلیساها و صومعه‌ها و بیمارستان در این محل برپا بودند. در ۱۶۵۰ میلادی محراب اصلی کلیسا افتتاح و تکمیل شد و در سال ۱۶۷۲ درمانگاه کامل گشت. در سال‌های ۱۷۶۶ و ۱۸۰۰ با آتش‌سوزی و زلزله ساختمان تخریب شد و پس از استقلال کشور مکزیک، در سال ۱۸۲۱ ترمیم آن به تصویب رسید. پس از آن بیماران دوباره از سال ۱۸۶۵ به مراجعه به درمانگاه پرداختند و در سال ۱۸۷۵ بیمارستان بسط یافت. در دهه ۱۹۶۰ میلادی با نام‌ها مختلفی بیمارستان اداره شد و در زمان بازی‌های المپیک مکزیکو سیتی از آن استفاده شد. اما در طول دههٔ ۱۹۷۰ میلادی به مخروبه‌ای بدل شد.
در سال ۱۹۸۰ ایدهٔ تبدیل آن به موزه شکل گرفت و تصویب شد که این محل را تحت نظر بانک مرکزی مکزیک به موزه‌ای بدل کنند؛ بنابراین موزهٔ فرانتس مایر در سال ۱۹۸۶ افتتاح شد.